# Dermoidzyste

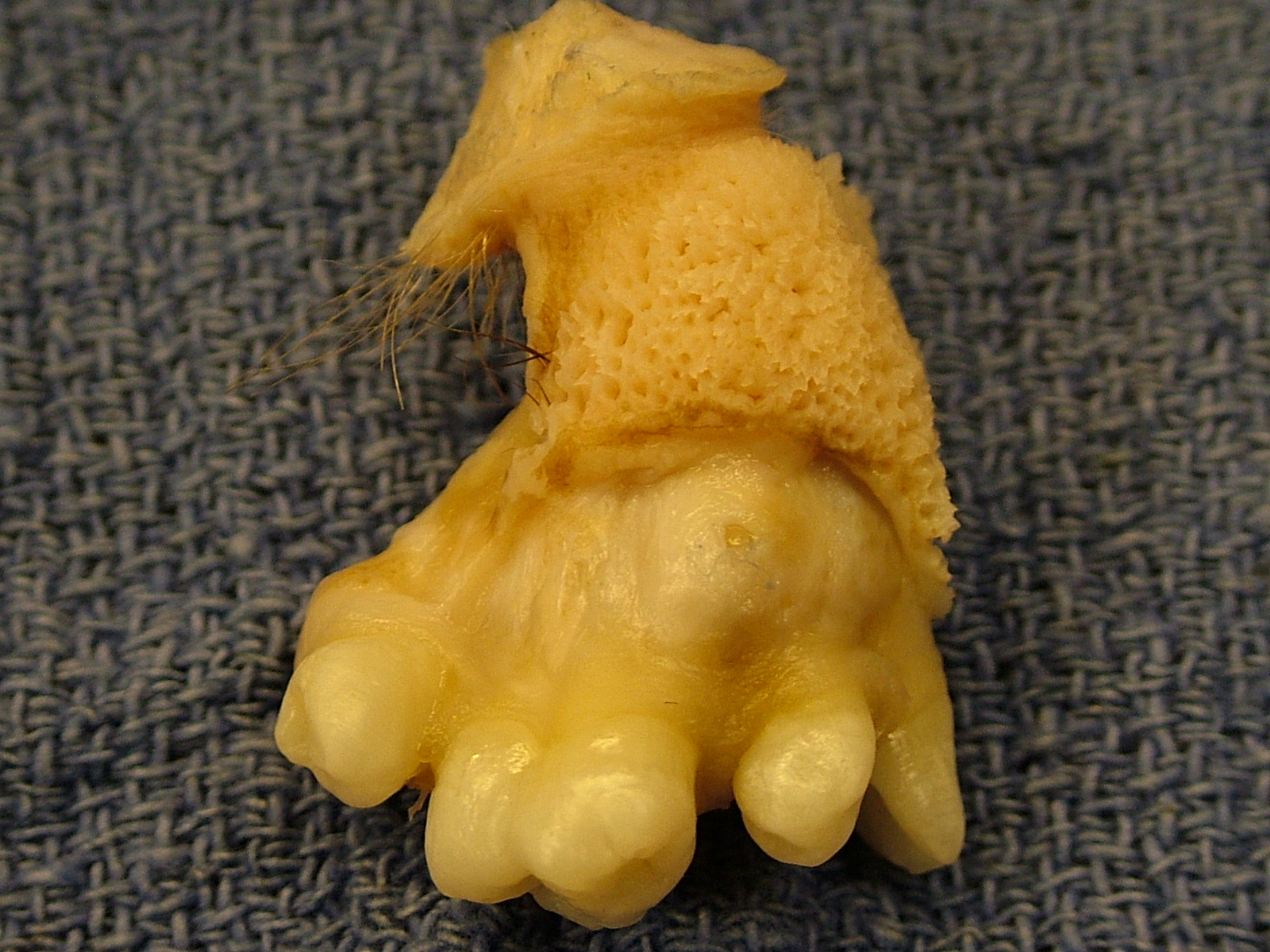
Gewebe mit Zähnen, Haut und Haaren aus einem Teratom des Eierstocks.

Dermoidzyste im transvaginalen Ultraschall

Die Dermoidzyste (früher auch Dermoidgeschwulst, im Volksmund auch fälschlich Zwilling oder Zwillingsgewächs) ist ein Hohlraum, der von Oberhautgewebe ausgekleidet ist. Die Dermoidzyste gehört zu den Teratomen.
Eine Dermoidzyste ist ein Keimzelltumor, ein reifes Teratom, das aus vollkommen verschiedenen Gewebearten besteht. Daher kann es innerhalb der Zyste zur Ausbildung von Gewebestrukturen wie Muskulatur, Knorpel, kleinen Knochen, Haaren und auch völlig ausgebildeten Zähnen kommen.

## Vorkommen
Obwohl Dermoidzysten überall auftreten können, sind nachstehende Vorkommen vergleichsweise häufig:

### Eierstock
Im Gegensatz zu den Zysten, die während des weiblichen Regelzyklus entstehen und sich zumeist von selbst zurückbilden, ist die Dermoidzyste eine embryonale Fehlentwicklung.
Bei großen Dermoidzysten steigt das Risiko einer Stieldrehung (Torsion). Bei einer derartigen Komplikation sowie bei einer Einblutung wird eine operative Entfernung, meist durch Laparoskopie, erforderlich.

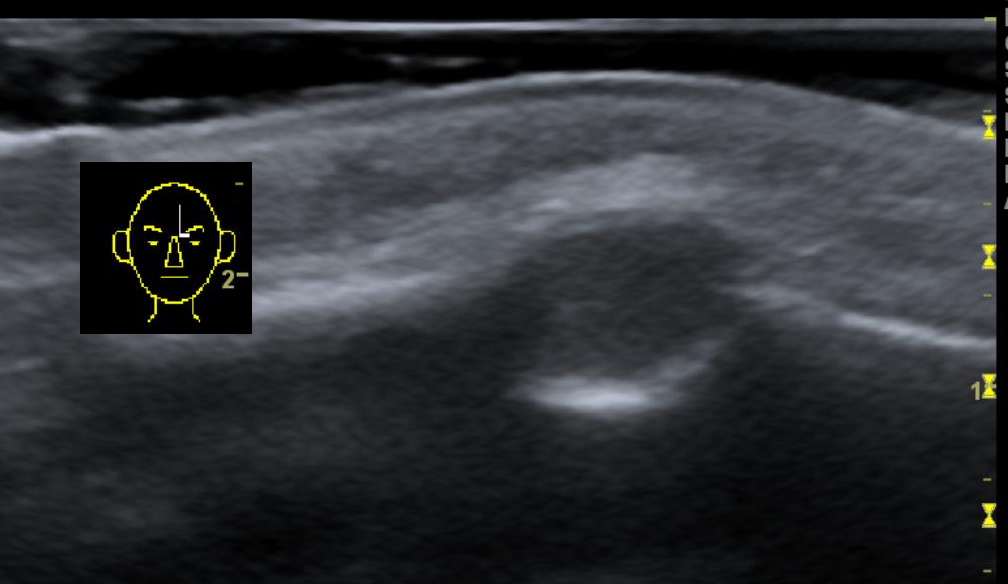
Ultraschallbild einer supraorbitalen Dermoidzyste bei einem 9 Monate alten Kind, "eingegrabene" Konfiguration mit teilzerstörter äußerer Knochenlamelle gut erkennbar

### Periorbitale Dermoidzyste
Eine Dermoidzyste kann sich auch im Kopfbereich (Nichtodontogene Zysten) ausbilden.
Zusammen mit den Epidermoidzysten stellen Dermoidzysten etwa 20 Prozent der Raumforderungen am knöchernen Schädel. In der Regel treten sie bereits bei Säuglingen und Kleinkindern in Erscheinung als umschriebene, anfangs verschieblich, dann nicht mehr verschiebliche glatt begrenzte Knotenbildung typischerweise in Augenbrauenhöhe im Bereich der gesamten Schädelkonvexität.
Differentialdiagnostisch ist bei Lokalisation in Nähe der Nasenwurzel an eine Enzephalozele zu denken.

### Spinale Dermoidzyste
Im Rahmen des Neuralrohrverschlusses können sich auch an der Wirbelsäule, meist lumbal, Dermoidzysten ausbilden. Sie gelten als sehr selten.

### Hoden
Ein Auftreten in den männlichen Hoden weist eine hohe Entartungswahrscheinlichkeit auf.